# Arheologie subacvatică

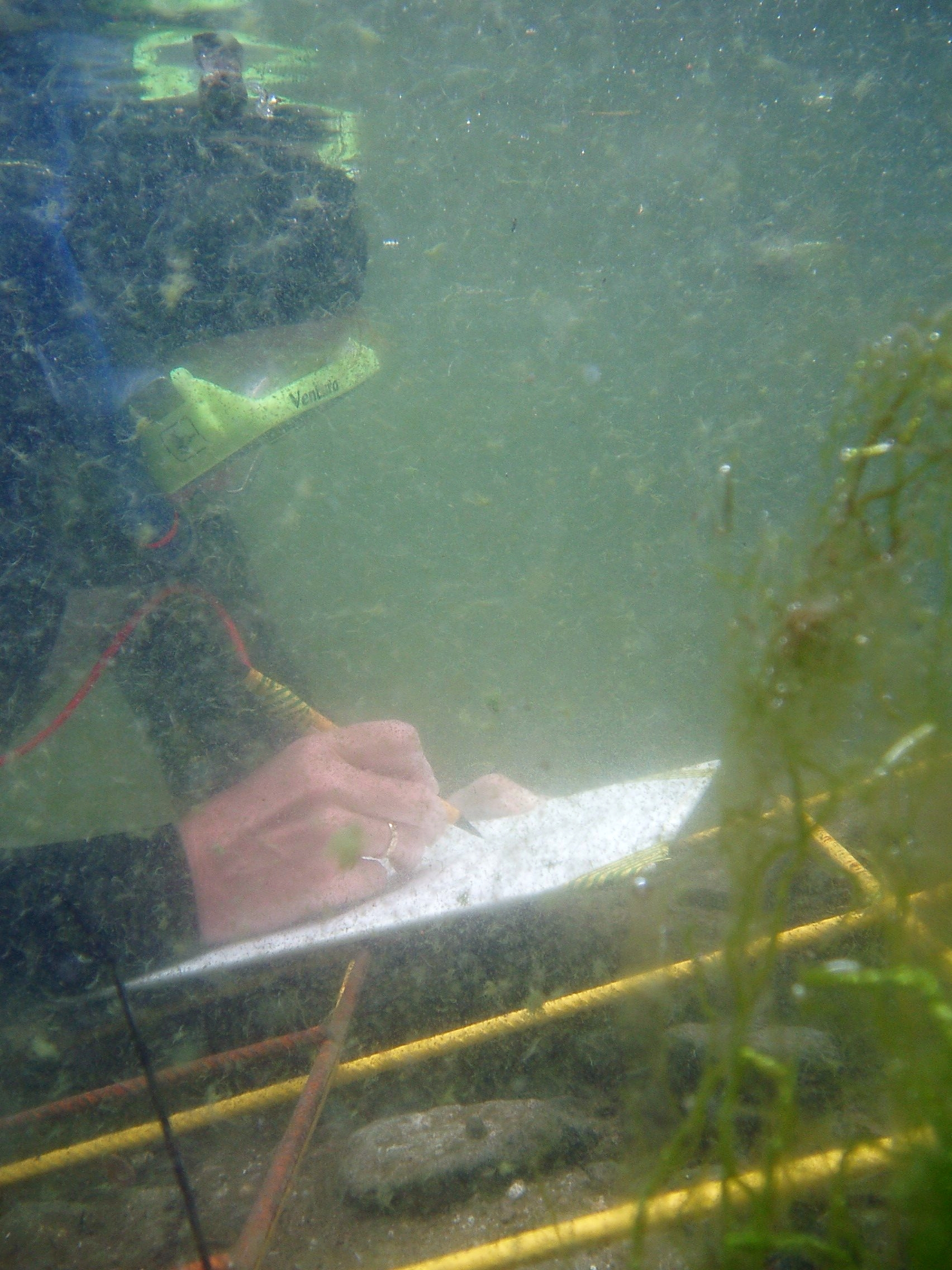
Scafandru-arheolog

Arheologia subacvatică este o ramură a arheologiei maritime și a arheologiei în general având ca obiect găsirea, recuperarea și studierea diverselor relicve istorice aflate sub apă. 
Arheologia subacvatică s-a dezvoltat îndeosebi în ultimele cinci decenii ale secolului XX, în special după inventarea în anul 1943 de către ofițerul de marină Jacques-Yves Cousteau și inginerul Émile Gagnan, a aparatului autonom de scufundare prevăzut cu regulator de presiune și butelii cu aer comprimat.
Echipamentul a fost folosit, pentru prima dată, în domeniul arheologiei subacvatice în 1948, la cercetarea unor epave antice scufundate în largul portului tunisian Mahdia.
În 1952, lângă Marsilia, sub coordonarea comandantului Jacques-Yves Cousteau și a profesorului Fernand Benoit, s-a realizat prima excavație arheologică subacvatică din lume. 
Arheologia subacvatică a luat ființă ca disciplină de sine stătătoare la începutul anilor 1960, ca o consecință a numeroaselor vestigii descoperite sub apă de către scafandrii: amfore, epave antice, coloane de marmură, tunuri etc. Pe lângă studiul epavelor antice și încărcăturilor lor, arheologia subacvatică și-a extins domeniul de cercetare asupra unor orașe, construcții și așezări scufundate sau acoperite de ape în urma unor catastrofe geologice sau eroziunii țărmurilor mării.
Arheologia subacvatică este în prezent o disciplină complexă, având o activitate reglementată pe plan internațional, cu metode proprii de investigație, studiu și interpretare, presupunând un ansamblu de activități ce constau din: localizare și identificare, aducerea la suprafață, conservarea și studierea relicvelor. 

## Localizare și identificare
Localizarea (descoperirea) și identificarea obiectelor cu importanță arheologică nu este întotdeauna o întâmplare, ci  în cele mai multe cazuri rezultatul unor căutări documentate efectuate cu insistență și cu pricepere. De aceea, căutarea și identificarea diverselor obiecte arheologice aflate sub apă, presupune cunoștințe temeinice de istorie, geografie, hidrologie, meteorologie, marinărie etc., precum și o documentare solidă efectuată în paralel cu cercetarea subacvatică. 
Aceasta se realizează cu ajutorul de mijloace tehnice specializate cum ar fi detectoare de metale, magnetometre, sonare, fotografiere subacvatică, filmare subacvatică, televiziune subacvatică, ROV-uri, localizare gps, precum și prin metode de căutare sub apă, urmate de cartografierea zonei respective, caroiere, măsurare, desenare, fotografiere și colectare ale artefactelor arheologice. Locația sau zona odată stabilită, este marcată cu ajutorul unor balize sau geamanduri.

## Aducere la suprafață
Aducerea la suprafață a relicvelor descoperite, este o operație de ridicare (ranfluare) ce presupune în prealabil degajarea și eliberarea acestora din nisip sau mâl de pe fundul mării cu ajutorul unor unelte specializate cum ar fi dragă absorbantă (airlift). Ridicarea la suprafață a obiectelor arheologice se face folosind baloane de ranfluare sau vinciuri și macarale situate pe nava suport.

## Epave celebre

### Epava Mahdia
Dintre epavele antice, Mahdia se remarcă prin valoarea artistică deosebită a obiectelor găsite. Mahdia este o galeră din sec. I Î.HR. ce transporta o încărcătură de opere de artă din Grecia: statui, busturi de marmură, figurine din bronz, capiteluri, candelabre etc.
Galera a naufragiat în apropiere de coastele din Tunisia, între localitățile Susa și Sfax și a fost descoperită în anul 1907 fiind apoi explorată de către scafandrii grei în perioada 1908-1913. Obiectele recuperate au fost expuse în nu mai puțin de șase săli ale muzeului Alaoui din Tunis.
În anul 1948 epava este explorată de echipa de scafandri a comandantului Jacques-Yves Cousteau, iar din 1945 și pană în 1955 de către Centrul de studii submarine din Tunis când au fost aduse la suprafață mai multe resturi din corpul epavei.

### Epava Mary Rose
Nava Mary Rose s-a scufundat la data de 15 iulie 1545 lângă Portsmouth, chiar sub privirile regelui Henric al VIII-lea ce asista la plecarea ei.
Între 1971 și 1978 s-au întreprins mai multe acțiuni de aducere la suprafață a tuturor obiectelor din epavă, iar în anul 1982 s-a reușit ranfluarea în întregime a acesteia. S-a utilizat o macara plutitoare cu capacitatea de ridicare de 56 tone și un număr de o sută de cabluri din otel precum și un cadru metalic special conceput pentru susținerea structurii din lemn. La această operațiune au participat peste două sute de sacafandri din mai multe țări ce au efectuat aproape 25.000 de scufundări. 
Epava Mary Rose conținea mai mult de 17.000 de diverse obiecte: tunuri, arme individuale, veselă, obiecte personale, truse de unelte și scule, instrumente de navigație etc. ce au adus multe informații prețioase referitoare la situația socială din Anglia de la acea vreme.

## Căutare de tezaure submarine
Căutarea de tezaure submarine a constituit perioada de început a arheologiei subacvatice. Căutarea de comori și a altor obiecte de preț aflate în încărcăturile unor epave situate pe fundul mărilor și lacurilor, a stârnit continuu imaginația și dorința de aventură a scafandrilor, uneori căutările fiind încununate de succes, iar alteori creând doar speranțe iluzorii. 
Valoarea artistică și istorică a comorilor submarine o depășește pe cea reprezentată de cantitatea de metal prețios. Potrivit estimărilor, bogățiile cunoscute a se fi pierdut și aflat pe fundul apei, sunt estimate la zeci sau chiar sute de miliarde de dolari.
Căutarea de tezaure submarine presupune cunoașterea foarte bună a tehnicilor de arheologie subacvatică, de pătrundere și cercetare la epave, planificare a scufundării și utilizarea de echipamente și utilaje specifice arheologiei subacvatice.

### Epava Slot ter Hooge
Slot ter Hooge a fost un bric olandez ce avea la bord o importantă cantitate de aur și argint în monezi și lingouri ce trebuia transportată în Indiile Orientale și care a naufragiat în anul 1724 lângă insula Porto Santo din arhipelagul Madeira.
Câțiva ani mai târziu, în anul 1742, englezul John Lethbridge descoperă epava aflată la adâncimea de numai 18 m și recuperează o bună parte din încărcătură. Pentru scufundare Lethbridge a folosit un butoi etanș ce avea o mică ferestruică și două orificii prevăzute cu mâneci din piele pentru mâini pentru a putea lucra sub apă.
Butoiul era manevrat de la suprafață cu o macara, aerul fiind împrospătat printr-un sistem de foale. Comunicația cu suprafața se făcea prin semnale cu parâma de ridicare a coșului în care se puneau monezile și lingourile.
Două sute cincizeci de ani mai târziu, în anul 1974, căutătorul de tezaure submarine Robert Sténuit, după consultarea unor documente ale arhivei Companiei Indiilor Orientale, identifică epava și locul naufragiului. Cu ajutorul unui air-lift, scafandrii din echipa lui Sténuit recuperează o cantitate impresionantă de monezi din aur și argint, lingouri din argint, precum și veselă din cositor și argint, tacâmuri, cupe etc. S-au recuperat de asemenea 11 tunuri din bronz și numeroase ghiulele.

### Epava HMS Edinburgh
Crucișătorul HMS Edinburgh transporta o încărcătură prețioasă compusă din 465 de lingouri de aur în greutate de 4,5 tone din Anglia spre U.R.S.S., când a fost scufundat de aviația germană în anul 1942 pe când naviga în Marea Barents îndreptându-se spre Murmansk. 
Datorită adâncimii mari la care s-a scufundat (245 m), acțiunile de recuperare nu au fost posibile decât recent odată cu dezvoltarea tehnologiilor de scufundare la mare adâncime, în sistem turelă-cheson.
Departamentul englez al comerțului concesionează în anul 1980 drepturile de recuperare firmei engleze „Jessop Marine” aparținând lui Keith Jassop, fost scafandru profesionist.
O treime din valoarea totală a încărcăturii (mai mult de 100 milioane dolari), urma să revină guvernului sovietic în apele căruia epava era scufundată, o treime societății ce asigurase nava la vremea respectivă și o treime firmei „Jessop Marine”. 
În aprilie 1981 nava Dammtor începe operațiunile de căutare e epavei și numai după zece zile aceasta este localizată și filmată cu o cameră specializată de filmare subacvatică pentru stabilirea unui plan de ranfluare.
La sfârșitul lunii august nava suport Stephaniturm echipată cu sistem de scufundare la mare adâncime în sistem turelă-cheson, începe operațiunile de recuperare, iar la 15 septembrie unul din scafandrii pătrunde în camera bombelor și recuperează un lingou de aur. La 7 octombrie, operațiunile de recuperare au trebuit să fie oprite datorită timpului nefavorabil, reușindu-se aducerea la suprafață a 431 de lingouri.

### Epava SS Egypt
După primul război mondial valorile ajunse pe fundul mării au justificat înființarea de societăți particulare care s-au specializat în recuperarea de tezaure submarine.
Una din acestea este SORIMA (Societa Ricuperi Marittimi) din Genova, Italia și nava specializată Artiglio II. 
Nava Artiglio II a localizat la 29 august 1930 epava pachebotului mixt englez SS Egypt la adâncimea de 130 m, scufundat prin abordaj cu o încărcătură de 8 tone aur și 40 tone argint, la data de 20 mai 1922, 30 Mm în largul insulei Ouessant, la vest de portul Brest din Franța.
Artiglio II a dragat cu o traină (cablu lestat lăsat aproape de fundul mării și remorcat), o suprafață de 20 mile pătrate într-o zonă cu stânci și alte epave. Operațiunile de recuperare au fost realizate cu ajutorul unei turele de observație denumită Torretta, recent inventată de către celebrul scafandru șef de pe Artiglio, Alberto Gianni. Încărcătura prețioasă a fost recuperată în proporție de 95%, constituind un record pentru acea epocă atît prin cantitate cât și adâncimea de lucru.

## Arheologia subacvatică în România
În România, cercetările arheologice subacvatice s-au efectuat îndeosebi în Marea Neagră și în Dunăre unde se găsesc părți însemnate ce însumează câteva mii de metri pătrați. 
Cercetări subacvatice dedicate porturilor antice au fost făcute și vechilor cetăți de la Dunăre, Drobeta, Capidava, Noviodunum, Halmyris, Păcuiul lui Soare ș.a.
Pe țărmul românesc al Mării Negre s-au efectuat ample cercetări asupra orașelor Histria, Tomis, Callatis. 

### Portul antic Callatis
În vara anului 1967, cercetarea arheologică subacvatică în România a căpătat un caracter organizat odată cu investigațiile întreprinse în presupusa zonă a anticului port Callatis (Mangalia de astăzi) de grupul de scafandri-arheologi condus de căpitanul-locotenent de marină Constantin Scarlat.
S-au descoperit cu acest prilej, la adâncimea de aproximativ 20 de metri, ancore ce datează din perioada secolelor III-I Î.Hr aparținând unei nave elenistice de mare tonaj, cu o capacitate de peste 3.000 de amfore. Tot la Callatis, alături de un număr mare de amfore grecești, unele ștampilate, produse la Rhodos, Thasos, Lesbos etc., alături de țigle grecești sau romane, pietre de râșnițe și câteva obiecte și vase din evul mediu, s-a descoperit epava unei corăbii din secolul IV-III Î.Hr. construită în întregime din lemn. De la bordul ei s-au scos 12 amfore intact menținute iar, în sectorul de coastă dintre Mangalia și satul 2 Mai, la circa 700-800 m de țărm, s-a descoperit traseul unui dig de piatră, numit Zidul Genovez.
În aceeași zonă este descoperită de asemenea prezența sub apele mării a unei adevărate cetăți subacvatice cu edificii, străzi și forturi. 
Deși cercetările arheologice submarine de la Callatis au scos la iveală o mare cantitate de obiecte, totuși acestea reprezintă numai o mică parte din cele existente sub apă.

### Portul antic Tomis
La Tomis (Constanța), în perioada 1968-1969, cercetările arheologice subacvatice românești au pus în lumină existența unui mare depozit submarin de resturi monumentale (fragmente arhitectonice de marmură, sarcofage romane, etc.) sub forma unei platforme continentale (litorală) de 2 Mm (3.700 m), ocupând o suprafață de aproximativ 10.000 m2.
În cercetările subacvatice s-a remarcat prezența unor cheuri portuare antice cu dane de acostare alcătuite din blocuri din calcar. Între cheuri și țărmul actual emers se găsesc ruine ale unor construcții din piatră, șlefuite și dărâmate de valuri, iar printre aceste ruine se află multe fragmente de ceramică.
După structura ceramicii, a fost posibilă identificarea tipurilor grecești, romano-bizantine precum și a ceramicii autohtone de culoare neagră păroasă. Amfora de Thasos din secolul IV Î.Hr. descoperită în partea de sud-vest a capului submarin reprezintă o nouă dovadă pentru vechimea Tomisului, care este mai mare decât secolul III Î.Hr.
Rezultat al muncii scafandrilor-arheologi, în anul 1973 s-a deschis pentru public la Muzeul Marinei din Constanța, prima secție de cercetări subacvatice din țara noastră la baza căreia s-a aflat exploatarea zonelor subacvatice din Marea Neagră.